# Mujer de piedra
Mujer de piedra es un álbum de Celeste Carballo, lanzado por BMV/EMI en 2011.
El disco, una mezcla de blues, rock y folk, incluye la primera canción en inglés compuesta por Celeste Carballo: "Philosophical Stone".

## Lista de temas
1. Mujer de piedra
2. Banda del Oeste
3. Cruz del Sur
4. Blues de Buenos Aires
5. Este río podrido
6. Quema tóxica
7. Isabella
8. La noche
9. Otra oportunidad
10. Philosophical Stone

## Personal
- Celeste Carballo - voz, piano Rhodes Fender
- Gonzalo Lattes - guitarra
- Brenda Martin - bajo
- Nando López - batería
- Franco Polimeni - Piano
- Paloma Sneh - saxo
- Martín Ontiveros - percusión, didgeridoo